# D-Trick
『D-Trick』（ディー トリック）は、1992年9月2日にリリースされた浅倉大介の2ndアルバム。発売元はファンハウス。

## 概要
前作から1年振りの新作。浅倉のソロアルバムでは自己最高の11.3万枚のセールスを記録し。オリコン最高位6位を獲得。本作からシングルカットされた「COSMIC RUNAWAY」と共に初のトップ10入りを果たした。1995年2月1日にはジャケットを一新した再発盤がリリースされ、2013年9月11日、ソニー・ミュージックダイレクトよりBlu-spec CD2仕様で再発された。3曲にゲストボーカルで参加した貴水博之とは、本作の制作中にユニットを結成、リリースから2ヶ月後、1992年11月にaccessとしてデビューした。6曲目「Rainbow In The Universe」はテレビの報道・情報系番組のテーマ曲として多用され、フジテレビ『めざましテレビ』、毎日放送『レインボー』、福島放送『KFBニュース』『ふくしまニュース1番街』、九州朝日放送『KBCニュースピア』、広島テレビ放送『柏村武昭のテレビ宣言』などで使用された。10曲目「Bridge Of Harmony」はテレビ東京『徳光和夫の情報スピリッツ』オープニングテーマ、テレビ東京『週刊ポケモン放送局』エンディングテーマとして使用された。

## 収録曲
| #   | タイトル                    | 作詞     | 作曲     | 編曲     | ボーカル       | 時間 |
| --- | --------------------------- | -------- | -------- | -------- | -------------- | ---- |
| 1.  | 「A Moonlit Night」         |          | 浅倉大介 | 浅倉大介 |                | 4:26 |
| 2.  | 「Midnight Party」          | 浅倉大介 | 浅倉大介 | 浅倉大介 |                | 4:11 |
| 3.  | 「Smile Energy」            |          | 浅倉大介 | 浅倉大介 |                | 3:52 |
| 4.  | 「The Door」                |          | 浅倉大介 | 浅倉大介 |                | 3:31 |
| 5.  | 「1000年の誓い」            | 田口俊   | 浅倉大介 | 浅倉大介 | 貴水博之、麗美 | 5:37 |
| 6.  | 「Rainbow In The Universe」 |          | 浅倉大介 | 浅倉大介 |                | 3:34 |
| 7.  | 「COSMIC RUNAWAY」          | 田口俊   | 浅倉大介 | 浅倉大介 | 貴水博之       | 5:18 |
| 8.  | 「鏡の中の迷路」            | 浅倉大介 | 浅倉大介 | 浅倉大介 |                | 5:52 |
| 9.  | 「Funny Spot」              | 浅倉大介 | 浅倉大介 | 浅倉大介 |                | 4:50 |
| 10. | 「Bridge Of Harmony」       |          | 浅倉大介 | 浅倉大介 |                | 3:10 |
| 11. | 「Eternal Dream」           |          | 浅倉大介 | 浅倉大介 |                | 3:47 |
| 12. | 「Toy Box In The Morning」  | 田口俊   | 浅倉大介 | 浅倉大介 | 貴水博之       | 6:08 |